# مجموعه ابوالحسن‌کلا
مجموعه ابوالحسن کلا مربوط به هزاره ۱- دوران‌های تاریخی پس از اسلام است و در شهرستان بابل، بخش مرکزی، روستای ابوالحسن کلا واقع شده و این اثر در تاریخ ۱۹ اردیبهشت ۱۳۵۶ با شمارهٔ ثبت ۱۳۹۹ به‌عنوان یکی از آثار ملی ایران به ثبت رسیده است.